# Glamping

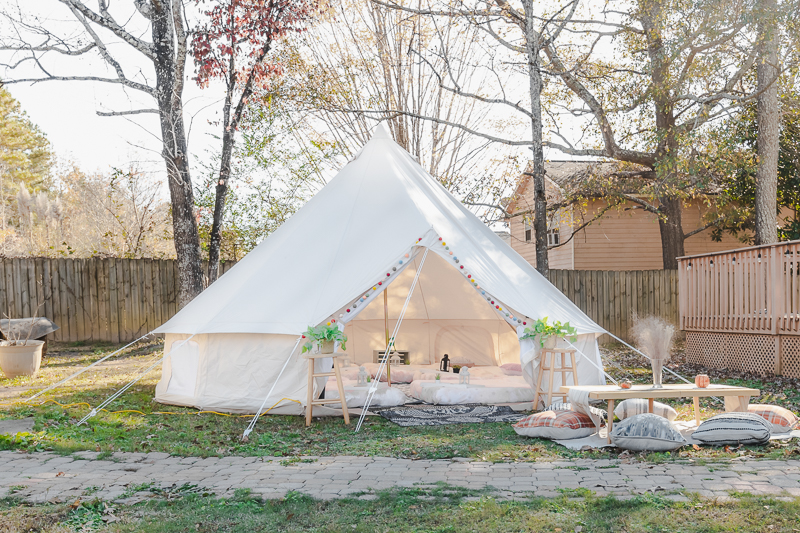
Glampingtält

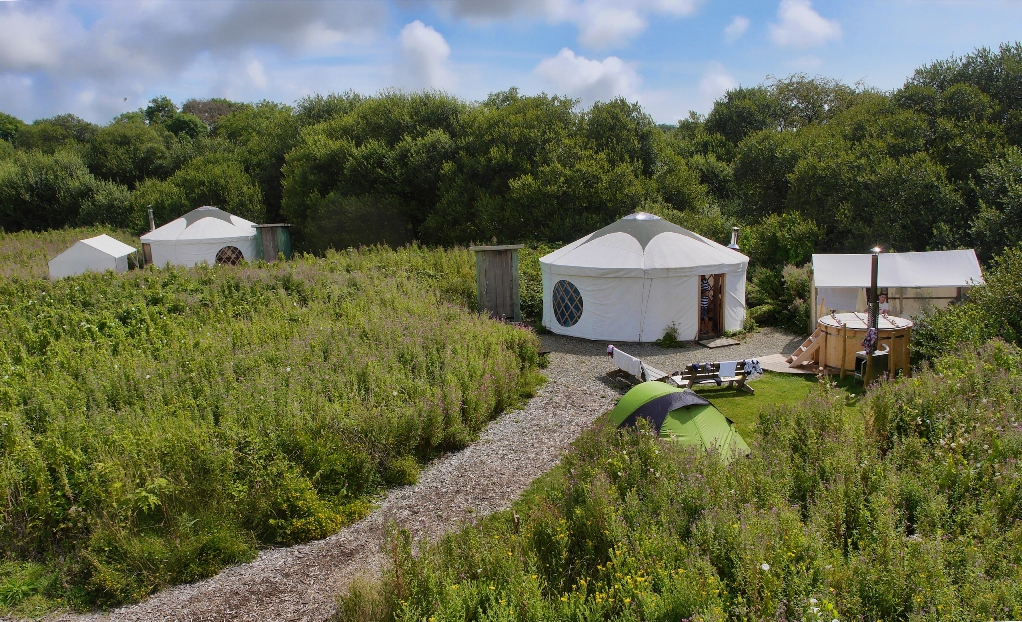
En glampingby med halvpermanenta jurtor, grusgångar och en badtunna

Glamping innebär camping med lyxinredda tält, ibland halvpermanent boende och hög nivå av faciliteter och service. Namnet är en kortform för glamorous camping och att bo på detta sätt har gett nyordet att glampa.
Glamping har blivit populärt under 2010-talet med turister som söker lite av hotellets standard och faciliteter samtidigt med naturnära boende och upplevelser som camping innebär.